# Monte Grosso (Valle Ellero)
Il Monte Grosso (2.046 m s.l.m.) è una montagna delle Alpi Liguri nella sottosezione delle Alpi del Marguareis. 

## Caratteristiche

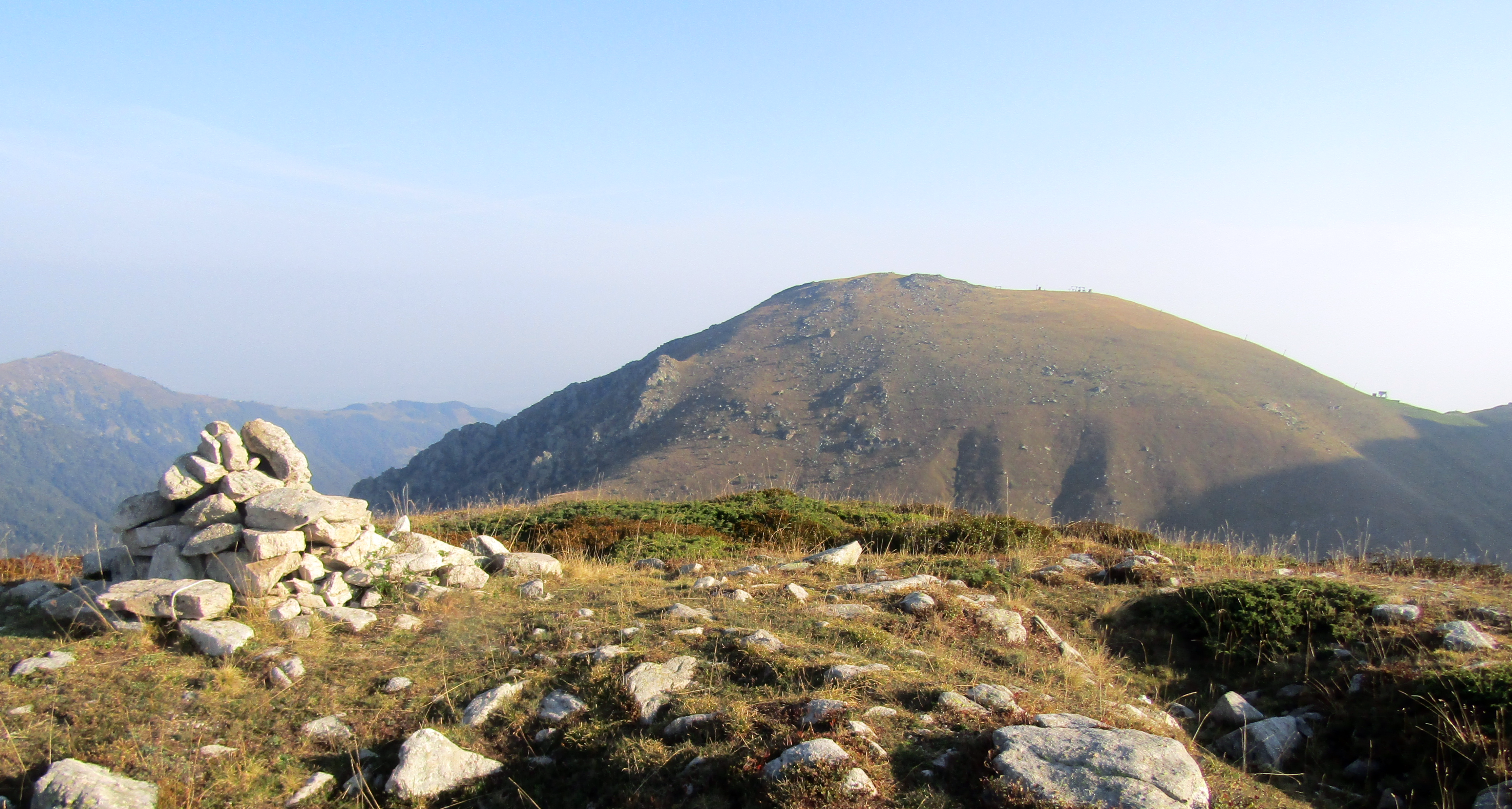
L'ometto sulla sommità e, a destra, la cima Durand

La montagna rappresenta l'ultima elevazione di una costiera che, diramandosi dallo spartiacque Ellero/Corsaglia, divide il solco principale della Valle Ellero dal vallone del Rio Curassa. A sud-ovest la Colla Rossa (1.956 m) la divide dal Monte Castello, mentre verso nod la costiera montuosa si esaurisce sul fondovalle. Il Monte Grosso ha forma conica con pendici non troppo inclinate e principalmente prative. La sua prominenza topografica è di 90 m, ed è data dal dislivello tra la cima e il punto di minimo, rappresentato dalla Colla Rossa. Sul punto culminante del Monte Grosso si trova un ometto in pietrame.

## Ambiente
I pendii della montagna, prativi sui versanti meglio esposti, verso nord sono ricoperti di bassi arbusti. Il Monte Grosso è da tempo noto ai botanici per una stazione di Rosa alpina ssp.aculeata.

## Salita alla vetta

### Accesso estivo
La montagna è accessibile per la cresta sud-ovest a partire dalla Colla Rossa, a sua volta raggiungibile da Pian Marchisio oppure, con un percorso più lungo, dal Rifugio Balma. Si tratta di itinerari di tipo escursionistico, la cui difficoltà è valutata come E.

### Accesso invernale
Il Monte Grosso è meta di alcuni percorsi invernali scialpinistici o con le ciaspole, tra i quali quello, analogo alla salita estiva, che passa per Pian Marchisio e la Colla Rossa.

### Punti d'appoggio
- Havis De Giorgio, in valle Ellero.
- Rifugio Balma, sullo spartiacque val Maudagna/val Corsaglia.